# 紀元前560年
紀元前560年（きげんぜん560ねん）は、西暦（ローマ暦）による年。紀元前1世紀の共和政ローマ末期以降の古代ローマにおいては、ローマ建国紀元194年として知られていた。紀年法として西暦（キリスト紀元）がヨーロッパで広く普及した中世時代初期以降、この年は紀元前560年と表記されるのが一般的となった。

## 他の紀年法
- 干支 : 辛丑
- 日本
  - 皇紀101年
  - 綏靖天皇22年
- 中国
  - 周 - 霊王12年
  - 魯 - 襄公13年
  - 斉 - 霊公22年
  - 晋 - 悼公13年
  - 秦 - 景公17年
  - 楚 - 共王31年
  - 宋 - 平公16年
  - 衛 - 献公17年
  - 陳 - 哀公9年
  - 蔡 - 景侯32年
  - 曹 - 成公18年
  - 鄭 - 簡公6年
  - 燕 - 武公14年
  - 呉 - 諸樊元年
- 朝鮮
  - 檀紀1774年
- ユダヤ暦 : 3201年 - 3202年

## できごと

### 中国
- 魯が邿を占領した。
- 晋で荀罃と士魴が死去し、荀偃を中軍の将、士匄を中軍の佐とし、趙武を上軍の将、韓起を上軍の佐とし、欒黶を下軍の将、魏絳を下軍の佐とした。
- 呉が楚に侵入した。楚の子庚（公子午）は康浦で会戦して呉軍を撃退し、公子党を捕らえた。
- 楚に抑留されていた鄭の良霄が帰国した。

## 死去
- 共王 - 楚の王
- 荀罃 - 晋の卿